# Ашкадарский сельсовет
Ашкадарский сельсовет — муниципальное образование в Стерлитамакском районе Башкортостана.
Административный центр — деревня Новофедоровское.

## История
Согласно Закону о границах, статусе и административных центрах муниципальных образований в Республике Башкортостан имеет статус сельского поселения.

## Население
| 2002 | 2009 | 2010 | 2012 | 2013 | 2014 | 2015 |
| ---- | ---- | ---- | ---- | ---- | ---- | ---- |
| 633  | ↗727 | ↘626 | ↘608 | ↘596 | ↘572 | ↘538 |
| 2016 | 2017 | 2018 |      |      |      |      |
| ↘518 | ↘504 | ↘503 |      |      |      |      |

## Состав сельского поселения
| № | Населённый пункт | Тип населённого пункта          | Население |
| - | ---------------- | ------------------------------- | --------- |
| 1 | Новофедоровское  | деревня, административный центр | ↘328      |
| 2 | Максютово        | деревня                         | ↘139      |
| 3 | Григорьевка      | деревня                         | ↘86       |
| 4 | Веденовка        | деревня                         | ↘73       |